# Enalapril
Enalapril je ACE inhibitor koji sadržava dikarboksilatnu skupinu. To je derivat dviju aminokiselina: L-alanina i L-prolina. U svojoj strukturi nema sulfhidrilnu skupinu. 

## Primjena
Enalapril je predlijek koji postaje učinkovit nakon metaboličke aktivacije u enalaprilat u jetri. On izrazito koči enzim koji konvertira angiotenzin (ACE), koji je peptidil-dipeptidaza. ACE pretvara angiotenzin I u angiotenzin II. Posljedica je inhibicije ACE snižena koncentracija plazmatskoga angiotenzina II zbog čega se povećava aktivnost renina u plazmi (zbog uklanjanja negativne povratne veze pri oslobađanju renina) te smanjuje izlučivanje aldosterona.
Enalapril može kočiti i razgrađivanje bradikinina, koji je jak vazodilatacijski peptid. Ipak terapijska djelotvornost tog djelovanja enalaprila nije sasvim jasna. 
U bolesnika s normalnom funkcijom bubrega, stabilna koncentracija enalaprilata u plazmi postiže se nakon četiri dana liječenja. Enalapril postupno smanjuje arterijski tlak, dok srčana frekvencija i minutni volumen obično ostaju nepromijenjeni. Smanjuje hipertrofiju lijeve klijetke, također poboljšava koronarnu hemodinamiku, smanjuje sklonost srca ishemičnom oštećenju i učestalost opasnih ventrikulskih aritmija. Smanjuje nekrozu miokarda nakon srčanoga infarkta, poboljšava metabolizam i smanjuje učestalost reperfuzijskih aritmija. Doprinosi očuvanju, pa i poboljšanju bubrežne funkcije te usporava razvoj kroničnih progredirajućih bubrežnih bolesti. Enalapril povoljno utječe na kvalitetu života i smanjuje smrtnost bolesnika. Djelotvoran je bez obzira na dob, spol i loše navike (pušenje) bolesnika te koncentraciju renina u serumu. Ne ometa metabolizam glukoze ni lipoproteina i ne utječe na spolnu funkciju. 
Koristi se u liječenju svih stupnjeva esencijalne hipertenzije i renovaskularne hipertenzije, a također, i u liječenju kroničnog srčanog zatajenja, najčešće u kombinaciji s glikozidima digitalisa i/ili diureticima. Nadalje, koristi se i u klinički stabilnih asimptomatskih bolesnika s disfunkcijom lijeve klijetke (ejekcijska frakcija <35 %) kako bi se usporio razvoj simptomatskog srčanog zatajenja, te umanjila hospitalizacija zbog srčanog zatajenja. Na koncu, enalapril umanjuje učestalost infarkta miokarda, te hospitalizaciju zbog nestabilne angine pectoris. Definirana dnevna doza enalaprila iznosi 10 mg.

## Neželjeni učinci
Enalapril ne smiju koristi trudnice. Također, oprez je potreban u bolesnika s težim popuštanjem srca i hiponatremijom, u bolesnika s težim otkazivanjem bubrega i u bolesnika s hipotenzijom, u prvom redu onih koji su hipovolemični zbog liječenja diureticima, neslane dijete, proljeva, povraćanja ili hemodijalize. Ako se javi angioedem lica i vrata, edem jezika, glotisa i larinksa, obično je dovoljno prekinuti liječenje enalaprilom i bolesniku dati antihistaminike. Primjenu enalaprila izbjegavamo u bolesnika s obostranim suženjem bubrežnih arterija ili suženjem arterije jedinoga funkcionirajućeg bubrega. Oprez je također potreban u bolesnika s teškom aortnom stenozom ili idiopatskom hipertrofičnom subaortalnom stenozom i generaliziranom aterosklerozom. 
Tijekom liječenja enalaprilom može se povisiti serumska koncentracija kalija, posebno u bolesnika s kroničnim otkazivanjem bubrega, pa se ne preporučuje istodobno uzimanje enalaprila i diuretika koji štede kalij kao što su spironolakton, amilorid i triamteren. Zbog povećanoga rizika od anafilaktoidnih reakcija enalapril se ne daje bolesnicima na hemodijalizi s poliakrilonitrilnim membranama.
Najčešći je neželjeni učinak hipotenzija (naročito poslije prve doze); također se može javiti vrtoglavica, glavobolja, umor, mučnina, kašalj, ortostatska hipotenzija, proljev, zatvor, mišićni grčevi, kožni osip, angioedem, anemija, trombocitopenija, leukopenija, agranulocitoza, promjena okusa, promjena glasa.